# Första kärleken (TV-serie)
Första kärleken är en svensk TV-serie från 1992, i regi av Leif Magnusson. I huvudrollerna ses Linus Åberg, Alexandra Royal, Johan Lilja och Christopher Luschan. Serien visades i Kanal 1 från den 7 april till den 12 maj 1992.

## Handling
Det är sommarlov och Daniel ser fram emot att tillbringa det tillsammans med vännen Anders. Daniel träffar dock Anna och tycke uppstår. En annan som fattat tycke för Anna är Jesper.

## Roller (urval)
- Linus Åberg – Daniel
- Alexandra Royal – Anna
- Johan Lilja – Anders
- Christopher Luschan –	Jesper
- Hans Mosesson – Daniels far
- Ewa Carlsson – Daniels mor
- Jimmy Sandin – Patrik
- Anders Ahlbom – Benny
- Barbro Kollberg – Anders farmor